# Эмирп
emirp (записанное наоборот англ. prime, рус. простое) — простое число, которое даёт другое простое число, когда его десятичные цифры меняются местами. Это определение исключает связанные с ним палиндромные простые числа. Термин обратимое простое число используется для обозначения того же, что и emirp, но также может неоднозначно включать палиндромные простые числа.
Начинается последовательность emirps 13, 17, 31, 37, 71, 73, 79, 97, 107, 113, 149, 157, 167, 179, 199, 311, 337, 347, 359, 389, 701, 709, 733, 739, 743, 751, 761, 769, 907, 937, 941, 953, 967, 971, 983, 991, … (последовательность A006567 в OEIS).
Разница во всех парах emirp всегда кратна 18. Уникальные пары чисел, перевернутая версия которых также является простой (отсортированы по первому числу, исключая палиндромы): (13,31), 18; (17,71), 54; (37,73), 36; (79,97), 18; (107,701), 594; (113,311), 198; (149,941), 792; (157,751), 594; (167,761), 594; (179,971), 792; (199,991), 792; (337,733), 396; (347,743), 396; (359,953), 594; (389,983), 594; (709,907), 198; (739,937), 198; (769,967), 198; (1009,9001), 7992; (1021,1201), 180; (1031,1301), 270; (1033,3301), 2268; (1061,1601), 540; (1069,9601), 8532; (1091,1901), 810; (1097,7901), 6804; (1103,3011), 1908; (1109,9011), 7902; (1151,1511), 360; (1153,3511), 2358; (1181,1811), 630; (1193,3911), 2718; (1213,3121), 1908; (1217,7121), 5904; (1223,3221), 1998; (1229,9221), 7992; (1231,1321), 90; (1237,7321), 6084; (1249,9421), 8172; (1259,9521), 8262; (1279,9721), 8442; (1283,3821), 2538; (1381,1831), 450; (1399,9931), 8532; (1409,9041), 7632; (1429,9241), 7812; (1439,9341), 7902; (1453,3541), 2088; (1471,1741), 270; (1487,7841), 6354; (1499,9941), 8442; (1523,3251), 1728; (1559,9551), 7992; (1583,3851), 2268; (1597,7951), 6354; (1619,9161), 7542; (1657,7561), 5904; (1669,9661), 7992; (1723,3271), 1548; (1733,3371), 1638; (1753,3571), 1818; (1789,9871), 8082; (1847,7481), 5634; (1867,7681), 5814; (1879,9781), 7902; (1913,3191), 1278; (1933,3391), 1458; (1949,9491), 7542; (1979,9791), 7812; (3019,9103), 6084; (3023,3203), 180; (3049,9403), 6354; (3067,7603), 4536; (3083,3803), 720; (3089,9803), 6714; (3109,9013), 5904; (3163,3613), 450; (3169,9613), 6444; (3257,7523), 4266; (3299,9923), 6624; (3319,9133), 5814; (3343,3433), 90; (3347,7433), 4086; (3359,9533), 6174; (3373,3733), 360; (3389,9833), 6444; (3407,7043), 3636; (3463,3643), 180; (3467,7643), 4176; (3469,9643), 6174; (3527,7253), 3726; (3583,3853), 270; (3697,7963), 4266; (3719,9173), 5454; (3767,7673), 3906; (3889,9883), 5994; (3917,7193), 3276; (3929,9293), 5364; (7027,7207), 180; (7057,7507), 450; (7177,7717), 540; (7187,7817), 630; (7219,9127), 1908; (7229,9227), 1998; (7297,7927), 630; (7349,9437), 2088; (7457,7547), 90; (7459,9547), 2088; (7529,9257), 1728; (7577,7757), 180; (7589,9857), 2268; (7649,9467), 1818; (7687,7867), 180; (7699,9967), 2268; (7879,9787), 1908; (7949,9497), 1548; (9029,9209), 180; (9349,9439), 90; (9479,9749), 270; (9679,9769), 90
Все непалиндромные перестановочные простые числа являются emirp.
По состоянию на ноябрь 2009 г. крупнейший известный emirp найден Йенсом Крузе Андерсеном в октябре 2007 года.
Термин «эмирпимы» (единственное число) используется также местами для обращения с полупростыми (англ. simiprime) аналогичным образом. То есть emirpimes — это полупростое число, которое также является (отдельным) полупростым при переворачивании его цифр.
Остается открытой проблема, существует ли бесконечно много emirp. (последовательность A178545 в OEIS)

## Emirps с добавленными зеркальными свойствами
Существует подмножество emirp x с зеркалом, такое, что x является y-м простым числом, а является -м простым числом. (например, 73 — это 21-е простое число; его зеркальное отражение, 37, является 12-м простым числом; 12 — это зеркало 21.)